# Луцій Емілій Пап
Луцій Емілій Пап (лат. Lucius Aemilius Papus; ? — після 216 до н. е.) — політичний, державний та військовий діяч часів Римської республіки, консул 225 року до н. е.

## Життєпис
Походив з патриціанського роду Еміліїв. Син Квінта Емілія Папа, консула 282 та 278 років до н. е. Про молоді роки немає відомостей. 
У 225 році до н. е. обраний консулом разом з Гаєм Атілієм Регулом. Разом з колегою рушив проти галльських племен бойїв, інсумбрів, гезатів та теврисків на чолі із Анероестом і Конколітаном, які вдерлися до Етрурії. Завдав їм поразки при Теламоні. Після чого переніс війну на власну землю бойїв та Лігурію, завдавши тим відчутних втрат. За це отримав від сенату право на тріумф.
У 220 році до н. е. обраний цензором разом з Гаєм Фламінієм. Сприяв колезі у спорудженні цирку Фламінія та дороги Фламінія. За їх каденцію було проведено перепис громадян (чоловічої статті), який виявив наявність 270213 осіб.
У 218 році до н. е. був у складі посольства до Карфагену, яке втім не домоглося результату й було оголошену війну. У 216 році до н. е. увійшов до колегії тріумвірів менсаріїв. Про подальшу долю немає відомостей.

## Родина
- Луцій Емілій Пап, претор 205 року до н. е.